# Dick's Picks Volume 27
Dick's Picks Volume 27 es el vigesimoséptimo álbum en vivo de Dick's Picks, serie  de lanzamientos en vivo de la banda estadounidense Grateful Dead. Fue grabado el 16 de diciembre de 1992 en el Oakland Coliseum Arena, en Oakland, California.
El álbum también contiene cuatro canciones adicionales grabadas en el concierto del 17 de diciembre de 1992 en el Oakland Coliseum. Estos incluyen el encore, la única versión lanzada oficialmente del medley «Baba O'Riley» y «Tomorrow Never Knows».

## Caveat emptor
Cada volumen de Dick's Picks tiene su propia etiqueta “caveat emptor”, que informa al oyente sobre la calidad del sonido de la grabación. La etiqueta del volumen 27 dice:
“Dick's Picks Vol. 27 se masterizó directamente de las cintas de audio digital de la caja de resonancia estéreo original y no se grabó con la intención de producir un lanzamiento comercial. Por lo tanto, puede contener algunas anomalías menores, aunque se ha hecho todo lo que está a nuestro alcance para hacerlo exactamente perfecto.”

## Recepción de la crítica
John Metzger, crítico de The Music Box, comentó: “No se equivoquen, Dick's Picks 27 no presenta la mejor música que Grateful Dead tuvo para ofrecer a lo largo de su carrera. Entonces, para los recién llegados, este no es el lugar ideal para comenzar. Dicho esto, esta colección presta mucha atención a la era de Vince Welnick en la banda, al tiempo que proporciona numerosos aspectos destacados de los últimos años del grupo, lo que debería ser suficiente para alimentar a los jones de los ávidos fanáticos de la banda”.

## Lista de canciones
Todas las canciones escritas y compuestas por Jerry Garcia y Robert Hunter, excepto donde esta anotado. 
| Disco uno |                                                       |                            |          |  |
| N.º       | Título                                                | Escritor(es)               | Duración |  |
| 1.        | «Feel Like a Stranger»                                | John Perry Barlow Bob Weir | 9:21     |  |
| 2.        | «Brown-Eyed Women»                                    |                            | 5:22     |  |
| 3.        | «The Same Thing»                                      | Willie Dixon               | 8:09     |  |
| 4.        | «Loose Lucy»                                          |                            | 7:22     |  |
| 5.        | «Stuck Inside of Mobile with the Memphis Blues Again» | Bob Dylan                  | 9:19     |  |
| 6.        | «Row Jimmy»                                           |                            | 10:11    |  |
| 7.        | «Let It Grow»                                         | Barlow Weir                | 13:06    |  |

| Disco dos |                       |                            |          |  |
| N.º       | Título                | Escritor(es)               | Duración |  |
| 1.        | «Shakedown Street»    |                            | 13:00    |  |
| 2.        | «Samson and Delilah»  | tradicional, arr. por Weir | 7:28     |  |
| 3.        | «Ship of Fools»       |                            | 7:39     |  |
| 4.        | «Playing in the Band» | Mickey Hart Hunter Weir    | 12:34    |  |
| 5.        | «Drums»               | Hunter Bill Kreutzmann     | 14:41    |  |
| 6.        | «Space»               | Garcia Hunter Phil Lesh    | 10:57    |  |

| Disco tres |                            |                                                               |          |  |
| N.º        | Título                     | Escritor(es)                                                  | Duración |  |
| 1.         | «Dark Star»                | Garcia Hart Hunter Kreutzmann Lesh Ron “Pigpen” McKernan Weir | 8:56     |  |
| 2.         | «All Along the Watchtower» | Dylan                                                         | 6:38     |  |
| 3.         | «Stella Blue»              |                                                               | 8:43     |  |
| 4.         | «Good Lovin'»              | Rudy Clark Arthur Resnick                                     | 8:31     |  |
| 5.         | «Casey Jones»              |                                                               | 5:38     |  |
| 6.         | «Throwing Stones»          | Barlow Weir                                                   | 9:43     |  |
| 7.         | «Not Fade Away»            | Charles Hardin Holley Norman Petty                            | 10:58    |  |
| 8.         | «Baba O'Riley»             | Pete Townshend                                                | 3:29     |  |
| 9.         | «Tomorrow Never Knows»     | John Lennon Paul McCartney                                    | 4:47     |  |

## Créditos y personal
Créditos adaptados desde el folleto que acompaña al CD.
Grateful Dead
- Jerry Garcia – voz principal y coros, guitarra líder
- Mickey Hart – batería
- Bill Kreutzmann – batería
- Phil Lesh – bajo eléctrico, coros
- Bob Weir – guitarra rítmica, coros
- Vince Welnick – teclado, coros

Personal técnico
- Dan Healy – grabación
- David Lemieux – archivista
- Jeffrey Norman – masterización
- Eileen Law/Grateful Dead Archives – investigadora de archivo

Diseño
- Robert Minkin – ilustración, diseño de embalaje
- Ken Friedman – fotografía